# Осада Лёвена
Осада Лёвена — осада франко-голландскими войсками занятой испанцами крепости Лёвен в 1635 году в рамках Восьмидесятилетней, Тридцатилетней и Франко-испанской войн. Лёвен защищали 4000 фламандских, валлонских, испанских и ирландских ополченцев во главе с Антони Шетцем. Плохая организация и болезни среди французов, а также подход армии Оттавио Пикколомини, вынудили франко-голландскую армию снять осаду.

## Предыстория
В 1635 году Голландская республика заключила союз с Францией. Его целью были совместные действия против Испании, в частности, вторжение на территорию Фландрии с двух сторон. Эти действия должны были, наконец, окончить Восьмидесятилетнюю войну, захваченные же земли предполагалось поделить между союзниками поровну. Французы вторглись с юга и 20 мая разбили испанскую армию у Лез-Авена, после чего объединились в Маастрихте с войсками Фредерика-Генриха Оранского, располагавшего 20000 пехотинцев и 6000 кавалеристами. Между тем испанский кардинал-инфант Фердинанд Австрийский, находившийся в то время в городе Лёвен, дал приказ своим войскам двигаться на Тинен, а также послал графа Фуэнклару в Германию с обращением за помощью к императорской армии.
Объединённая армия Франции и Соединенных провинций насчитывала порядка 50000 солдат и состояла из французов, голландцев, немцев и англичан. Она двинулись к Тинену, который защищал небольшой гарнизон под командованием капитана Мартина де лос Аларкоса. Деревня была взята штурмом, разграблена в течение трех дней и, наконец, разрушена. Испанский гарнизон и большинство жителей были убиты. Этот штурм дал Фердинанду время, чтобы улучшить укрепления Лёвен и расположить свой лагерь в укрепленном месте рядом с городом. Франко-голландская армия совершила марш-бросок и вскоре расположились лагерем в двух лигах от ставки Фердинанда. Однако ещё 8 дней она не предпринимала активных действий, что позволило населению ближайших районов бежать в более безопасные места.

## Осада

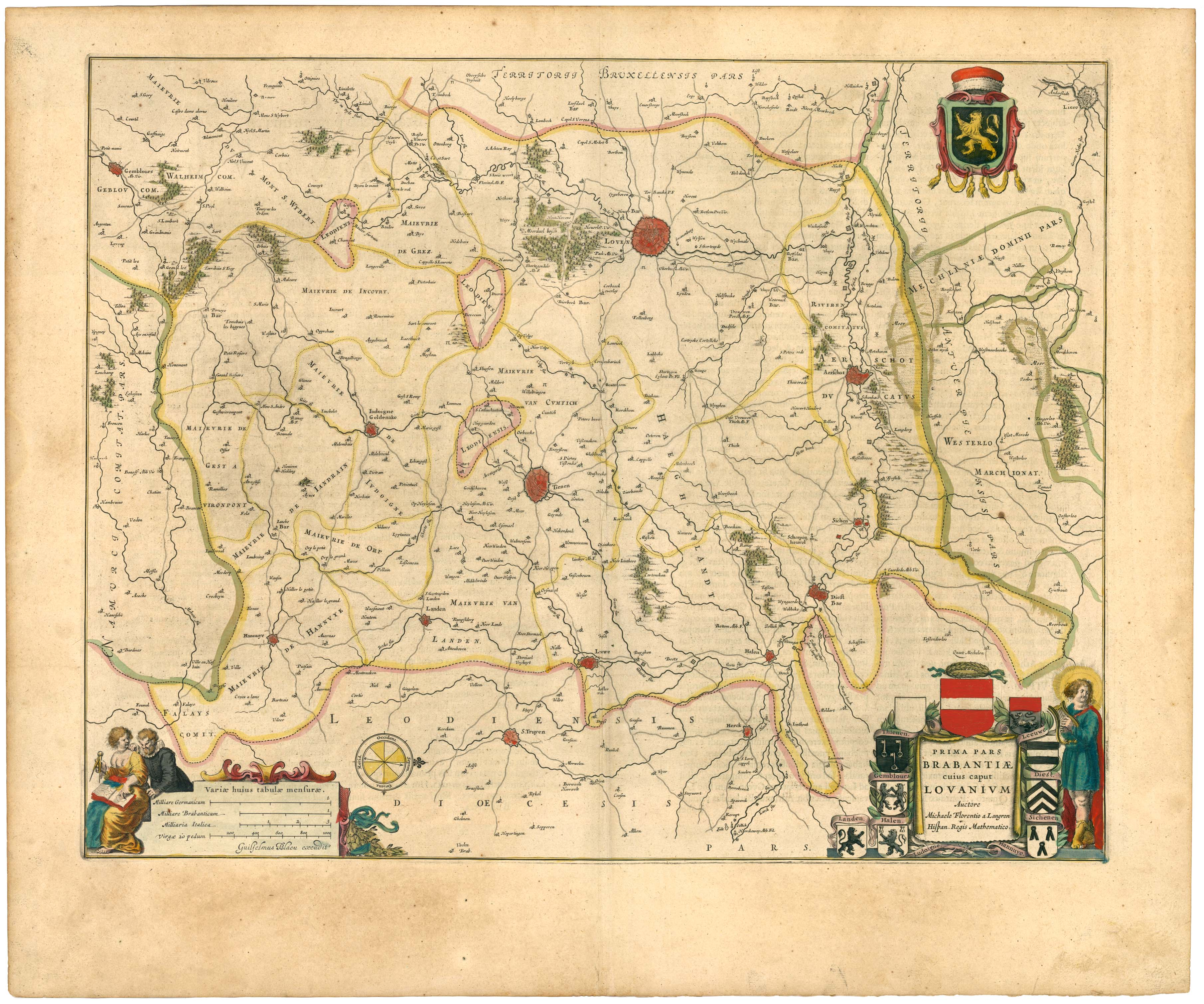
Карта герцогства Брабант в 1645 году, худ. Я Блау.

### Приготовления

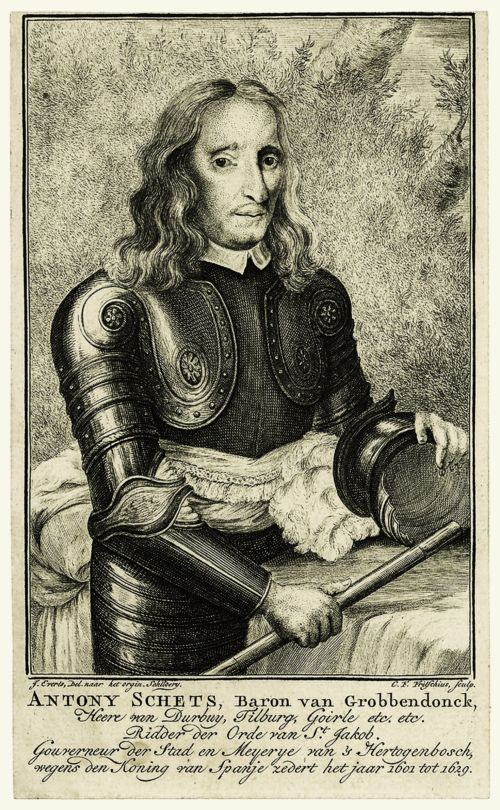
Антони Шетц, барон Гроббендонк.

20 июня франко-голландская армия оставила свой лагерь и начала движение на восточный берег реки Диль. Франсиско де Монкада, командующий одним из испанских отрядов, и кавалерия под командованием Яна VIII Нассау-Зигена приступили к укреплению позиций у моста через Диль, опасаясь, что вторгшаяся армия использует его, чтобы пересечь реку. Испанские войска провели два часа в наблюдении на тем, как франко-голландские силы перемещаются по холмам противоположного берега реки, пока не обнаружили, что противник собирается воспользоваться незащищенным пешеходным мостом в одной лиге от первого. Герцог Лерма во главе отрядов кавалерии и 300 мушкетеров был немедленно отправлен туда, чтобы предотвратить переход французов и голландцев через реку. Но к тому времени, когда он прибыл, более 4000 солдат противника перешли мост и заняли прочные оборонительные позиции. Увидев это, герцог Лерма приказал войскам отступить.

### Осада
В ту же ночь вся артиллерия и обоз испанцев отправились обратно в Брюссель, а на следующий день туда же выехал Фердинанд Австрийский, оставив оборону Лёвена на Антони Шетца. В распоряжении Шетца остались отряды его сына барона Веземаля, валлонские отряды и ирландский полк Томаса Престона, а также пять полков вооруженных горожан и студентов университета Лёвена и некоторые кавалерийские подразделения. Франко-голландская армия, перейдя Диль, разграбили деревню Тервюрен, резиденцию герцогов Брабанта, и приступили к осаде Лёвена. Осаждающие начали бомбардировки стен города, а также рытье траншей и тоннелей для закладывания мин. Наибольший объём осадных работ французы и голландцы проводили у ворот Вилворде, которые защищал ирландский отряд Престона, чьи вылазки серьёзно деморализовали французских солдат.

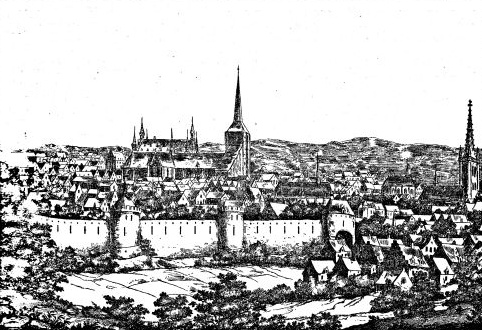
Лёвен в 1610 году, худ. Й. ван дер Барен. К 1635 году город ещё сохранял средневековые стены.

Осаждающие, разъяренные постоянными вылазками из города, попытались штурмовать бастионы в лобовой атаке, используя своё численное превосходство. В одну ночь на штурм города бросились три французских полка, но атака была остановлена яростным сопротивлением защитников города. На следующую ночь Фредерик-Генрих лично возглавил нападение на равелин, защищавший ворота Мехелен и охраняемый только горсткой ирландцев. Несмотря на первоначальный успех атаки, ирландцы при поддержке ополченцев смогли отразить натиск, нанеся голландцам серьёзный урон. Одной из причин неудач попыток штурма было то, что манёвры осаждающих хорошо просматривались с башни Верлорен между воротами Мехелен и Вилворде. Эта же башня была отличной артиллерийской позицией. Когда франко-голландские войска это поняли, башня была повреждена сильным артиллерийским огнём, но не была разрушена.

### Снятие осады

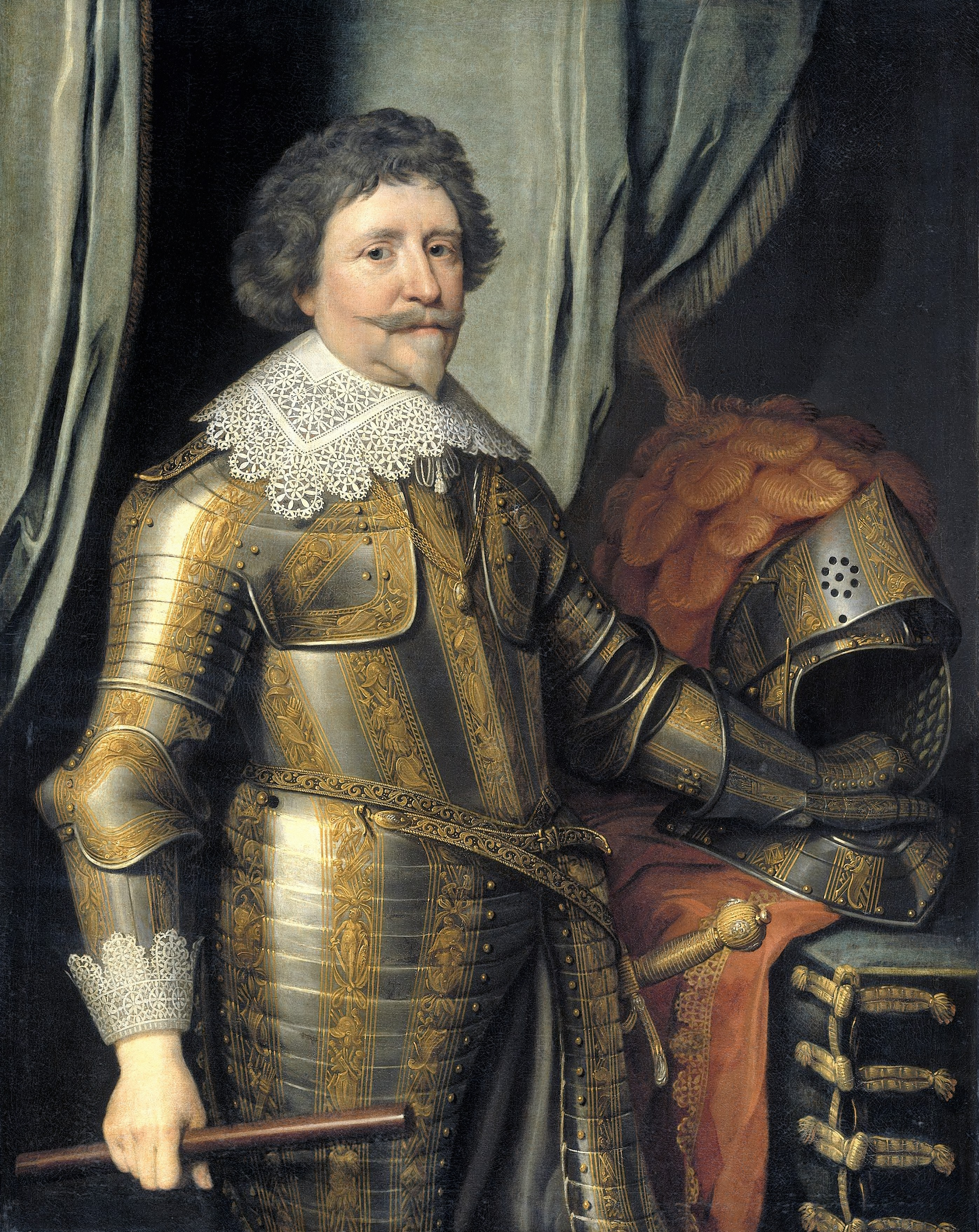
Фредерик-Генрих Оранский.

29 июня, в День святых Петра и Павла, пока франко-голландская армия бездействовала, Шетц приказал отряду из 250 защитников сделать вылазку. Они вышли из трех разных ворот и встретились в передней части башни Верлорен. Вылазка застала осаждающих врасплох, в итоге около 400 человек, в том числе большое количество офицеров, были убиты. Несмотря на успех дерзкой операции защитников города, Фредерик-Генрих в тот же день потребовал от Шетца капитуляции, угрожая расправой над жителями. Однако уже пять дней спустя на подступы к Лёвену вышла имперская армия Оттавио Пикколомини, пришедшая из Германии. Её прибытие, а также дефицит продовольствия вынудили франко-голландскую армию снять осаду и отступить на север, в сторону Соединенных провинций. Большое количество солдат дезертировали и были убиты или захвачены в плен испанской кавалерией и фламандскими крестьянами. Вскоре после этого подошла и армия Фердинанда Австрийского из 22000 пехотинцев и 14000 кавалеристов.

## Последствия
Франко-голландский провал перед стенами Лёвена позволил испанцам перехватить инициативу. Фердинанд Австрийский контратаковал, вытеснив франко-голландскую армии обратно в пределы Голландской республики. Он сделал манёвр к Рейну в направлении Клеве, освободив Дист и Тинен. Отряду из 500 немецких наемников удалось застать врасплох и захватить в ночь с 27 на 28 июля голландскую крепость Шенкеншанс. Голландцы подвели подкрепления, но не смогли предотвратить оккупацию испанцами герцогства Клеве. Фредерик-Генрих лично начал осаду Шенкеншанса. В итоге форт пал, а испанцы переключили своё внимание на французов, вторгнувшись на север Франции.